# Хвойник (посёлок)
 Хвойник (бел. Хвойнік) — посёлок в Болотнянском сельсовете Рогачёвского района Гомельской области Беларуси.
На юге граничит с лесом.

## География

### Расположение
В 45 км на северо-восток от районного центра и железнодорожной станции Рогачёв (на линии Могилёв — Жлобин), 106 км от Гомеля.

## Транспортная сеть
Транспортные связи по просёлочной, затем автомобильной дороге Довск — Славгород). Жилые дома деревянные, усадебного типа, около просёлочной дороги.

## История
Основан в 1920-х годах переселенцами из соседних деревень на бывших помещичьих землях. В 1932 году жители вступили в колхоз. Во время Великой Отечественной войны в деревне погибли в 1941 году 8 командиров подразделений 63-го стрелкового корпуса. 4 жителя погибли на фронте. Согласно переписи 1959 года в составе колхоза имени В. И. Ленина (центр — деревня Болотня).

## Население

### Численность
- 2004 год — 7 хозяйств, 39 жителей.

### Динамика
- 1925 год — 7 дворов.
- 1959 год — 58 жителей (согласно переписи).
- 2004 год — 7 хозяйств, 39 жителей.